# Mondo magico di Harry Potter
Il mondo magico (in inglese Wizarding World) è una società parallela concepita dall'autrice britannica J. K. Rowling nella quale si sviluppa gran parte degli eventi della serie letteraria di Harry Potter. Essa costituisce anche l'ambientazione principale delle opere derivate Gli animali fantastici: dove trovarli, Il Quidditch attraverso i secoli, Le fiabe di Beda il Bardo e delle serie cinematografiche di Harry Potter e di Animali fantastici.
Tenute all'obbligo di segretezza, le comunità magiche di tutto il mondo si tengono celate dal resto della popolazione non magica o babbana, che resta completamente ignara della loro esistenza. Oltre alla presenza della magia, la società magica si distingue da quella babbana per via di usi e tradizioni alternative, oltre ad avere le sue proprie istituzioni, economia, media, istruzione e tecnologia, sviluppati nel corso di secoli di separazione.
Benché la serie sia ambientata principalmente nella Gran Bretagna degli anni 1990 e approfondisca soprattutto questa finestra temporale e geografica del mondo magico, viene dichiarato in più occasioni che la società magica sia antica e diffusa in tutto il pianeta.

## Società
La società magica si distingue da quella babbana, ovvero non-magica, principalmente per la capacità di usare la magia, che costituisce l'anima e il cuore della cultura della comunità e ricopre un ruolo analogo a quello che la scienza e la tecnologia hanno nel mondo babbano. Gli incantesimi possono essere usati per molti scopi, dallo spostare oggetti fino a infliggere dolore e morte. Gli oggetti magici sono moltissimi: il più importante di essi è la bacchetta magica, che è fondamentale per ogni mago, in quanto ne è la chiave del potere e gli permette di lanciare i suoi incantesimi. Nel mondo magico di Harry Potter esistono numerose creature magiche, come ad esempio draghi, fenici e centauri.
Originariamente la società magica conviveva al fianco di quella babbana, ma i rapporti tesi e le persecuzioni subite spinsero infine la comunità magica a varare nel 1692 lo Statuto Internazionale di Segretezza della Magia, che sancì la definitiva rottura dei rapporti tra le due comunità. Una grande quantità di risorse e di mezzi è impiegata per far sì che il mondo babbano resti all'oscuro dell'esistenza del mondo magico. È proibito pertanto incantare oggetti babbani, i maghi non ancora maggiorenni hanno il divieto di utilizzare la magia al di fuori della loro scuola se non quando si trovano in pericolo di vita e ogni deliberato tentativo di rivelare la magia è severamente punito. Molti elementi del mondo magico sono inoltre nascosti o in qualche modo camuffati da incantesimi protettivi, così che i babbani non possano venirne a conoscenza: ad esempio, la scuola di Hogwarts appare ai babbani come un castello in rovina ed è intrisa di un incantesimo che fa sì che un non-mago che le si avvicina si ricordi immediatamente di un impegno urgente e improrogabile. Altre, come i dissennatori, semplicemente non possono essere viste dai non maghi. Poiché, nonostante le precauzioni, risulta quasi impossibile nascondere un'intera società o evitare che alcuni babbani si imbattano in prove dell'esistenza della magia, sono state istituite speciali task force di obliviatori, ovvero di maghi che hanno il compito di modificare la memoria dei babbani che incappano in manifestazioni magiche, in modo che non possano ricordarle e raccontarle. Le uniche eccezioni a questa severissima regola sono rappresentate dai parenti babbani di maghi e streghe e dalle più alte cariche dello Stato dei Paesi in cui sono presenti comunità magiche.
I secoli di segregazione hanno portato la comunità magica a diventare una società piuttosto chiusa e xenofoba e a sviluppare dei propri usi e costumi per rafforzare la propria identità culturale. Sebbene, infatti, la società magica viva direttamente mescolata a quella babbana, i suoi rappresentanti tendono a creare piccole comunità separate e nutrono generalmente un atteggiamento di noncuranza, se non di manifesta superiorità, nei confronti dei babbani. Sono pochi i maghi informati della cultura babbana; ad esempio, in genere i maghi non capiscono le abitudini vestiarie dei babbani e nelle occasioni in cui si rende necessario che un mago o una strega si vesta come un babbano il risultato è spesso ridicolo. Lo studio delle abitudini e tecnologie babbane, chiamato Babbanologia, è inoltre una materia di studio a Hogwarts; tuttavia, sebbene alcune professioni magiche richiedano questo tipo di studi, per la maggior parte di esse non serve ed è quindi considerata una materia leggera e scarsamente approfondita.
Lo sviluppo tecnologico del mondo dei maghi è molto meno avanzato che nel mondo babbano. Questo è dovuto in parte al fatto che la magia supplisce a moltissime esigenze per le quali ai babbani è necessaria la tecnologia e in parte alla tendenza della magia a creare interferenze con le apparecchiature elettriche ed elettroniche. Sebbene alcune invenzioni babbane, come il treno e la radio, siano state replicate nel mondo magico, la magia rimane comunque predominante sulla tecnologia pura. Le comunicazioni postali avvengono tramite gufi, mentre per gli spostamenti fisici è molto utilizzata una rete di focolari attraverso i quali i maghi si spostano utilizzando la polvere volante.

## Governo
L'autorità centrale del mondo magico nelle Isole britanniche è rappresentata dal Ministero della Magia, un organo democratico a cui capo c'è il Ministro della Magia, eletto periodicamente dai membri della comunità. Il compito del ministero è quello di mantenere l'ordine e la segretezza nel mondo magico britannico. È formato da numerosi dipartimenti e uffici, che si occupano di ogni aspetto della società magica. Il ministero non risponde e non è legato in alcun modo al governo babbano, ma il ministro della magia è obbligato a informare il primo ministro babbano, che è uno dei pochi non-maghi a cui l'esistenza del mondo magico viene rivelata, qualora si presentino eventi particolarmente gravi o che possano potenzialmente attirare l'attenzione dei babbani o causare problemi a essi, come ad esempio la fuga di criminali da Azkaban o l'importazione di creature magiche particolarmente pericolose. A parte questo, vige sostanzialmente la regola del "vivi e lascia vivere".
Oltre a quello britannico, esistono altri ministeri simili in altri Paesi del mondo. In Bulgaria è presente il ministro Oblansk, in carica durante la coppa del mondo di quidditch. Anche la Norvegia e la Nuova Zelanda possiedono un proprio ministero, come viene affermato in Quidditch attraverso i secoli. Dai libri sono conosciuti anche il Ministro della Magia di Andorra, nel quarto libro, quello del Burkina Faso e quello della Germania negli Animali fantastici: dove trovarli. Negli Stati Uniti invece esiste il Magico Congresso degli Stati Uniti (MACUSA), come mostrato nella serie cinematografica Animali fantastici. I vari governi del mondo magico sono uniti nella Confederazione Internazionale dei Maghi. Questa organizzazione, i cui dettagli non sono stati rivelati nei libri, gioca un ruolo importante nel mantenere segreto il mondo magico stesso e nel coordinare e regolare la cooperazione internazionale, i commerci o i grandi eventi sportivi.

### Giustizia e forze dell'ordine
La giustizia è amministrata dal Ministero della Magia tramite l'Ufficio Applicazione della Legge sulla Magia. Le normali operazioni che nel mondo babbano sono effettuate dalle forze di pubblica sicurezza vengono svolte dalla Squadra Speciale Magica, che si occupa di intervenire per contrastare ed eventualmente punire i reati comuni. La caccia ai maghi oscuri è invece di competenza degli Auror, un corpo di maghi estremamente abili e addestrati nella difesa contro le arti oscure. Il Wizengamot è il tribunale dei maghi e si occupa di giudicare coloro che si rendono colpevoli di infrazioni della legge magica.
I reati minori, come per esempio la materializzazione non autorizzata o l'applicazione di incantesimi su oggetti babbani, vengono puniti con pene pecuniarie. Per gli altri reati si ricorre alla reclusione nel carcere di Azkaban, dove nel lungo periodo i condannati vengono, chi più chi meno, portati alla pazzia dai dissennatori, creature poste a guardia della prigione, che si nutrono di emozioni positive, risucchiandole dai condannati e rendendoli incapaci di formulare pensieri felici. Nei casi più gravi il ministero può autorizzare il "bacio del dissennatore", tramite il quale un dissennatore appoggia le fauci sulla bocca del condannato e gli succhia via l'anima, rendendolo un corpo vivo ma vuoto e completamente privo di sentimenti, condizione ritenuta addirittura peggiore della morte.

## Purezza di sangue

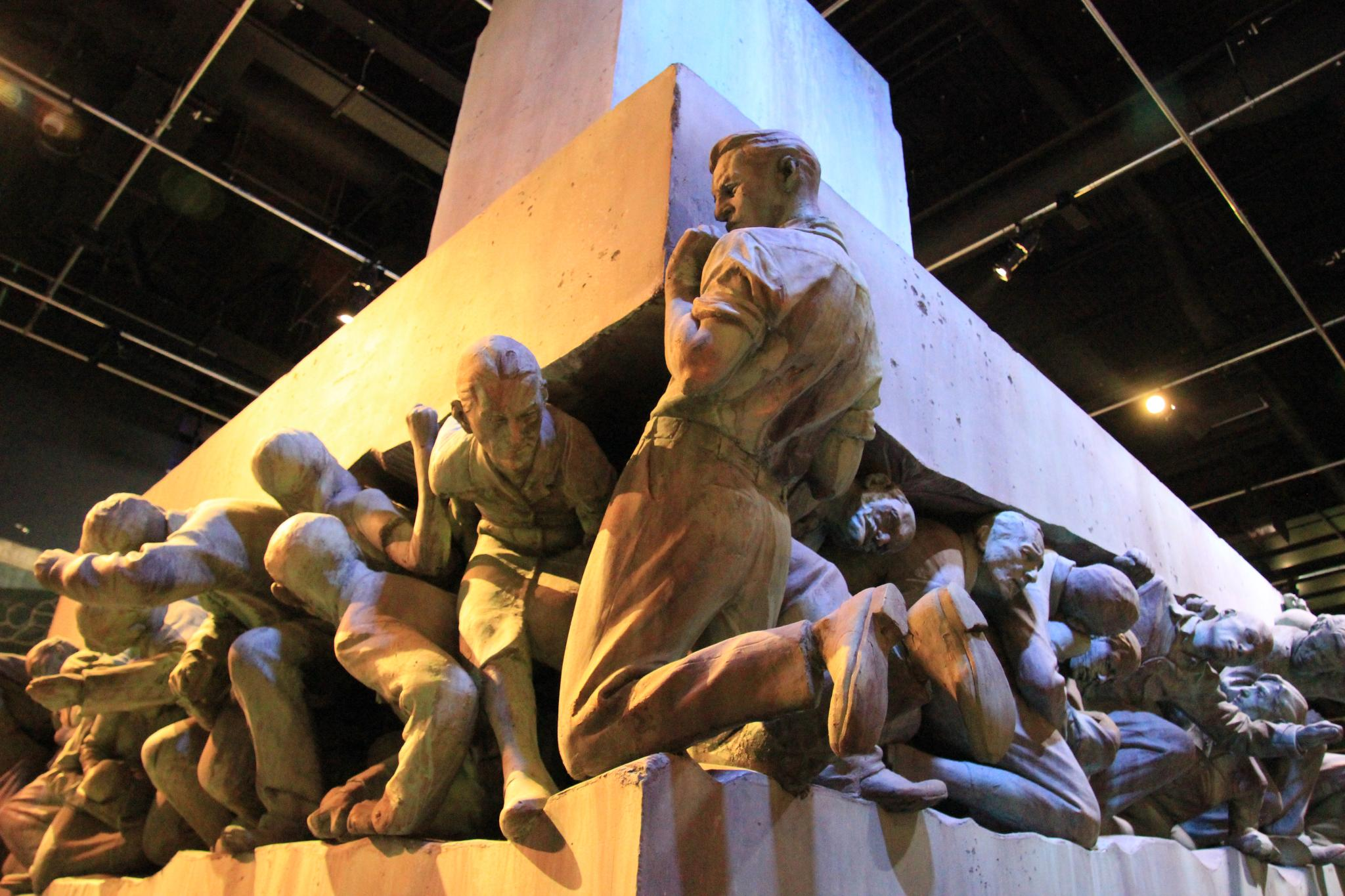
Dettaglio della statua realizzata dal Ministero della Magia nei Doni della Morte, che rappresenta un gruppo di babbani schiacciati dal potere della magia, Studi Leavesden

Poiché la popolazione magica è molto meno numerosa di quella babbana, matrimoni e incroci tra le due popolazioni sono frequenti e possono generare individui a loro volta dotati di poteri magici; allo stesso modo, in famiglie babbane può occasionalmente nascere un bambino con la predisposizione all'uso della magia. Il pregiudizio e il classismo nei confronti dei babbani, tuttavia, ha portato alcuni maghi e streghe a considerare i babbani come inferiori e a osteggiare quella che ritengono una mescolanza razziale per preservare invece una cosiddetta "purezza di sangue".

### Babbani
I babbani (Muggles) sono le persone prive di poteri magici e che non provengono da una famiglia magica. A parte alcune eccezioni essi non sono a conoscenza dell'esistenza del mondo magico. La maggior parte dei maghi e delle streghe tende a ignorarli o a guardarli con un misto di curiosità e ignoranza, mentre alcune frange più estreme li considerano inferiori, da emarginare o addirittura da assoggettare. Nella serie cinematografica Animali fantastici ci si riferisce ai babbani anche con la variante statunitense no-mag.
L'autrice J. K. Rowling ha dichiarato di aver concepito il termine come variante più dolce e giocosa del termine gergale inglese mug ("credulone", "fessacchiotto"). Nel 2002 la parola è stata inserita anche nell'Oxford English Dictionary con il significato di "persona a cui manca sufficiente abilità in uno specifico campo o che è considerata per certi versi inferiore".

### Purosangue
I purosangue (Pure-blood) sono quei maghi e streghe le cui famiglie non presentano e non hanno mai presentato alcun babbano nel loro albero genealogico. Sono piuttosto rari, in quanto per secoli la piccola popolazione magica si è mischiata a quella babbana per perpetuarsi; ciò significa che molti di coloro che affermano di esserlo non lo sono davvero e vogliono solo sottolineare la loro scelta sociale di non voler sposare babbani e di non avere parenti babbani nell'immediato, scegliendo di ignorare deliberatamente eventuali antenati babbani o parenti di sangue misto.
Essendo poche, le famiglie purosangue sono quasi tutte imparentate tra loro, per mantenere la propria purezza di sangue e il loro status sociale. Ciò ha portato addirittura alcune famiglie, come i Gaunt, a sposarsi tra cugini, causando l'emergere di nature violente, casi di abbrutimento e instabilità mentale. La stessa Rowling ha affermato che al tempo dell'ambientazione della storia i purosangue sono in diminuzione e destinati a scomparire. Un elenco anonimo e di dubbia autorevolezza stilato negli anni 1930 elenca le ventotto famiglie magiche britanniche ancora purosangue ai tempi (The Sacred Twenty-Eight), ovvero: gli Abbott, gli Avery, i Black, i Bulstrode, i Burke, i Carrow, i Crouch, i Fawley, i Flitt, i Gaunt, i Greengrass, i Lestrange, i Paciock, i Macmillan, i Malfoy, i Nott, gli Ollivander, i Parkinson, i Prewett, i Rosier, i Rowle, i Selwyn, gli Shacklebolt, gli Shafiq, i Lumacorno, i Travers, i Weasley e gli Yaxley.
A parte alcune eccezioni, i purosangue sono quasi tutti convinti della propria superiorità e usano la loro purezza come misura delle abilità magiche rispetto ai nati babbani. Nessuna relazione di questo tipo è mai stata comprovata e anzi la realtà dei fatti dimostra che tale convinzione sia sbagliata, dato che vi sono personaggi come Hermione Granger o Lily Potter, nate babbane, che sono altamente abili, o purosangue come Neville Paciock che è stato addirittura ritenuto un magonò a causa delle sue doti magiche estremamente limitate. Individui e famiglie purosangue che fraternizzano e si dimostrano tolleranti e aperti con maghi non purosangue e babbani, come Sirius Black o i Weasley, vengono considerate dalle frange più estremiste di purosangue come "traditori del sangue".

### Mezzosangue
Mezzosangue (Half-blood) è un termine usato per indicare i maghi e le streghe che hanno almeno un antenato babbano nel loro albero genealogico o perlomeno tra i loro antenati più prossimi. Questa tipologia è quella più comune all'interno del mondo magico, perché se non fossero stati effettuati matrimoni misti la razza magica si sarebbe probabilmente presto estinta.
Tra i mezzosangue figurano alcuni dei maghi più importanti della serie: Lord Voldemort, che, sebbene professi la superiorità dei purosangue, è un mezzosangue nato dalla strega Merope Gaunt e dal babbano Tom Riddle Sr.; Albus Silente, la cui madre Kendra è una nata babbana; Severus Piton, figlio della strega Eileen Prince e del babbano Tobias Piton, che si è anche soprannominato il "Principe mezzosangue"; e Harry Potter, la cui madre Lily è nata da genitori babbani.

### Nati babbani
I nati babbani (Muggle-born) sono maghi e streghe che hanno entrambi i genitori babbani. Dato che la predisposizione alla magia è trasmessa solo per via ereditaria, si ritiene che i nati babbani derivino da quelle famiglie in cui un gene magico è rimasto latente per alcune generazioni ed è poi riemerso. A differenza dei loro coetanei provenienti da famiglie che includono almeno un mago o strega, ai nati babbani la lettera di accoglienza da Hogwarts viene consegnata direttamente da un impiegato del mondo magico, in modo da spiegare all'interessato e ai suoi genitori la situazione. Sono nate babbane, tra gli altri, Hermione Granger e Lily Potter.
I sostenitori della purezza di sangue considerano i nati babbani inferiori e impuri e si rivolgono a loro con il termine offensivo e dispregiativo di "sanguemarcio" (Mudblood). Con l'avvento al potere di Voldemort e dei Mangiamorte, i nati babbani vengono sistematicamente perseguitati. Nei Doni della Morte, quando anche il Ministero della Magia cade nelle mani del Signore Oscuro, il ministro Pius O'Tusoe instaura la Commissione per il Censimento dei Nati Babbani, con a capo Dolores Umbridge, che ha il compito di individuare, giudicare e imprigionare ad Azkaban i nati babbani con la falsa accusa di aver rubato segreti magici invece di esserne naturalmente dotati.

### Maghinò
I maghinò (Squibs) sono persone di discendenza magica che non sono in grado di usare la magia; come spiega Ron Weasley sono praticamente l'opposto dei nati babbani, ossia sono non-maghi con genitori entrambi maghi. I maghinò sono rari e gli unici identificati nella serie sono Argus Gazza e Arabella Figg. Pur condividendo con i babbani l'assenza di poteri magici, i maghinò sono inevitabilmente a conoscenza dell'esistenza e del funzionamento del mondo magico ma ne sono inevitabilmente marginalizzati. Il Ministero della Magia non richiede loro di essere registrati come parte della comunità e anzi li incoraggia a integrarsi nel mondo babbano, ritenendola una scelta più dignitosa rispetto a un'esistenza di seconda classe nel mondo magico.
In contrasto con la generale tendenza della comunità magica ad accettare e rispettare babbani o maghi e streghe nati babbani, avere un magonò nella famiglia è spesso visto con disprezzo e vergogna, in particolare nelle famiglie purosangue. La parola stessa viene usata a volte come un insulto anche per maghi e streghe dai poteri magici sottosviluppati, come Merope Gaunt o Ariana Silente. In seno alla comunità magica vi sono stati movimenti attivi nel rivendicare i diritti dei maghinò; in occasione di una marcia, i manifestanti sono stati violentemente colpiti da militanti purosangue.

### Ibridi
Alcuni maghi e streghe sono il prodotto di un'unione tra esseri umani e creature magiche non umane ma di intelligenza paragonabile a quella umana. Ne sono un esempio Fleur Delacour e sua sorella Gabrielle, entrambe per un quarto veela, nonché Filius Vitious, che ha un lontano antenato folletto, e Olympe Maxime e Rubeus Hagrid, che sono mezzogiganti. Pregiudizi verso gli ibridi sono piuttosto comuni nel mondo magico, che in generale è intollerante verso le creature non umane.

## Creature e piante

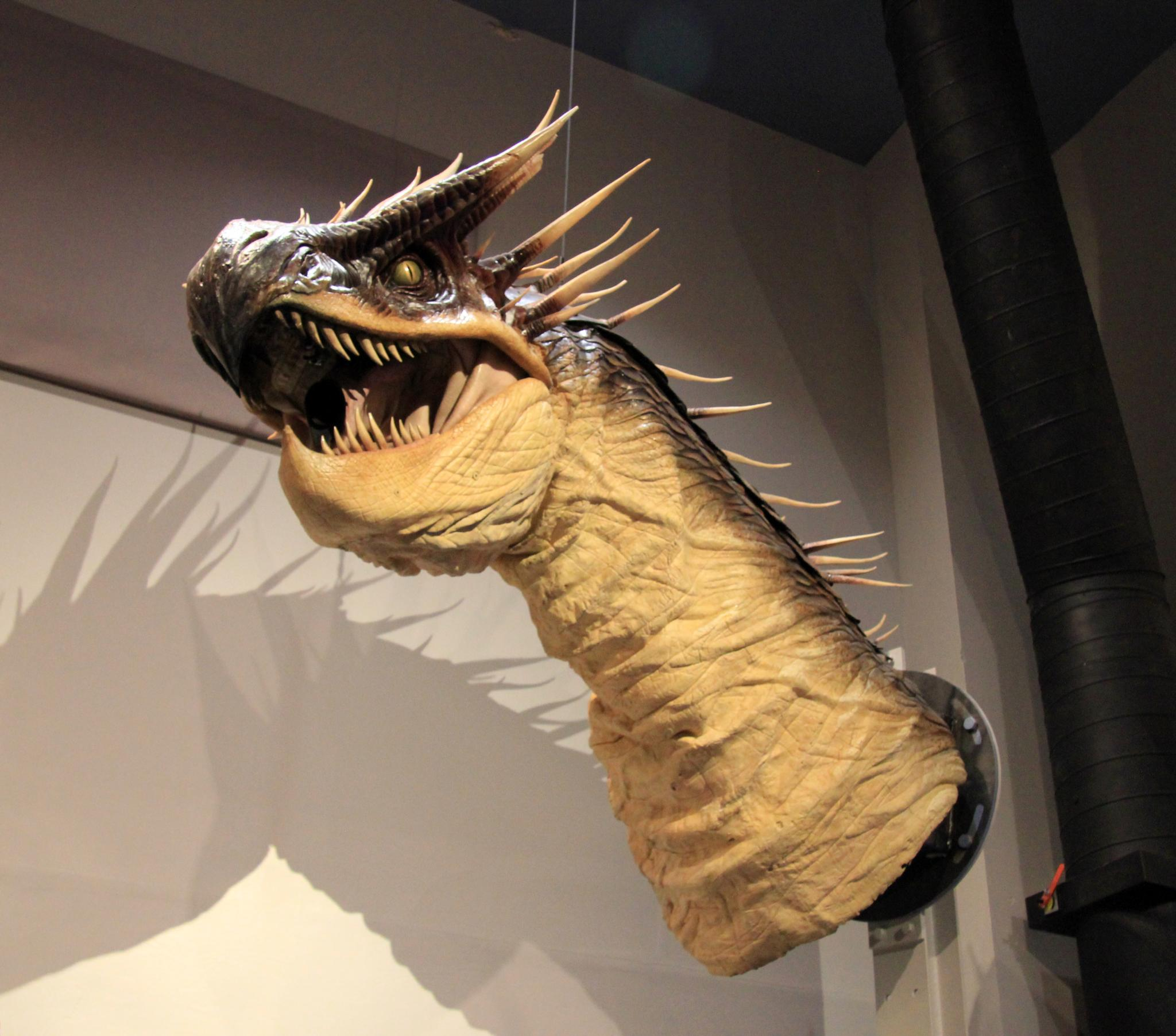
Ricostruzione della testa di un drago, Studi Leavesden

Il mondo magico di Harry Potter è abitato da numerose creature magiche. Queste vengono approfonditamente descritte negli Animali fantastici: dove trovarli e vengono classificate in tre principali categorie: esseri, bestie e spiriti. Degli esseri fanno parte esseri umani, folletti, elfi domestici, vampiri, giganti, veela, megere e licantropi (considerati però tali solo quando hanno forma umana e classificati come bestie quando assumono l'aspetto di lupo mannaro). Centauri, maridi e lepricani, pur avendo intelligenza pari a quella umana, non appartengono a questa categoria, in quanto hanno chiesto espressamente al Ministero della Magia di essere considerati tra le bestie. Le bestie sono la classificazione più ampia e contiene tutte le creature senzienti dotate di corpo materiale, ad esempio i ragni giganti, il basilisco, i mollicci, le chimere, i draghi, le fate, gli gnomi, i grifoni, le fenici, le sfingi, gli unicorni, i troll e i cavalli alati. Gli spiriti, infine, sono costituiti da creature in stato di semi-vita, come fantasmi e poltergeist.
Le creature magiche sono classificate anche in base al loro grado di pericolosità. I rapporti tra maghi e streghe e gli altri esseri non sono sempre privi di frizioni. Ne sono un esempio le frequenti rivolte di folletti nel corso della storia del mondo magico o la situazione degli elfi domestici, totalmente asserviti agli esseri umani e felici di esserlo. Benché infatti sulla carta tutti gli esseri e le creature abbiano gli stessi diritti, i maghi e le streghe, che formano il nucleo della comunità magica, tendono a trattare gli altri esseri senzienti con inferiorità, sospetto, xenofobia e razzismo, sentimenti che vengono ricambiati da gruppi come i folletti, i centauri o i maridi.
Nel mondo magico esistono sia piante comuni che numerose piante magiche. Esse vengono impiegate come ingredienti per preparare pozioni o come antidoti contro veleni, ferite e malattie. Lo studio delle piante è ritenuto importante nella formazione dei giovani maghi e costituisce una materia di studio obbligatoria a Hogwarts, denominata Erbologia. Le piante più rilevanti nella serie sono: il Tranello del Diavolo (Devil's Snare), che possiede numerosi tentacoli che strangolano le loro vittime in una presa mortale ma che è estremamente sensibile alla luce, impiegata per sorvegliare la pietra filosofale nella Pietra filosofale; la mandragola (Mandrake), il cui pianto è letale negli esemplari adulti e sufficiente a far svenire per diverse ore chi le ascolta nelle piante non ancora pienamente sviluppate e che produce un infuso in grado di guarire dalla pietrificazione, come quella operata dal basilisco nella Camera dei segreti; l'algabranchia (Gillyweed), che se ingerita fa spuntare delle branchie per un certo lasso di tempo e viene impiegata da Harry nel Calice di fuoco per completare la seconda prova del Torneo Tremaghi.

## Geografia
Il mondo magico non si colloca in un universo separato ma coesiste al fianco ed è incorporato all'interno del mondo dei babbani. Sebbene la comunità magica sia diffusa in tutto il globo, la serie di Harry Potter è ambientata quasi esclusivamente in Gran Bretagna; vengono però citati luoghi come l'Irlanda, l'Albania, l'Egitto, la Bulgaria, la Francia, Andorra, l'Australia, il Nord Europa e il Sud America. I maghi e le streghe hanno istituito col tempo piccole comunità di famiglie che abitano nei pressi di villaggi babbani, come Godric's Hollow, dimora della famiglia Potter e Silente, o il paesino di Ottery St. Catchpole, in cui vivono i Weasley, i Diggory, i Lovegood e i Fawcett. In tutta la Gran Bretagna esiste un solo insediamento, il villaggio di Hogsmeade in Scozia, che ospita una popolazione interamente magica.
I luoghi pubblici principali del mondo magico si trovano a Londra e sono il Ministero della Magia, l'ospedale San Mungo, la via commerciale Diagon Alley e il binario 9 e ¾ della stazione di King's Cross. Da quest'ultimo il treno Espresso di Hogwarts conduce gli studenti alla scuola di magia e stregoneria di Hogwarts, dove è ambientata gran parte della serie. Un altro luogo importante è la prigione di Azkaban, in cui vengono rinchiusi i criminali della comunità magica britannica, è situata nel mare del Nord.
Questi luoghi sono nascosti ai babbani tramite una combinazione di incantesimi, illusioni e altre protezioni magiche: alcuni sono resi impossibili da individuare sulle mappe; altri possono essere incantati affinché i babbani non vi entrino, oppure affinché quando vi si avvicinano si ricordino di cose importanti che devono fare altrove e non prestino attenzione a cosa hanno davanti; oppure ancora sono presenti incantesimi che fanno in modo che i babbani non guardino in quella direzione.

## Trasporti
Nel mondo magico di Harry Potter maghi e streghe possono ricorrere a numerose modalità di trasporto. Le forme più comuni sono la materializzazione, che consiste in una sorta di teletrasporto riservato ai maggiorenni in quanto complesso da effettuare e inadatto per le lunghe distanze, e la metropolvere, una rete di camini collegati tra cui si può viaggiare o comunicare con l'uso della polvere volante. Tra gli oggetti e i mezzi di trasporto più usati figurano invece le scope volanti, le passaporte, gli armadi svanitori o mezzi babbani riconvertiti all'uso della comunità magica, come l'Espresso di Hogwarts, il Nottetempo o le auto volanti. Più raramente invece ci si può affidare a creature magiche, come gli ippogrifi o i thestral, i quali trainano ad esempio le carrozze di Hogwarts.

### Materializzazione

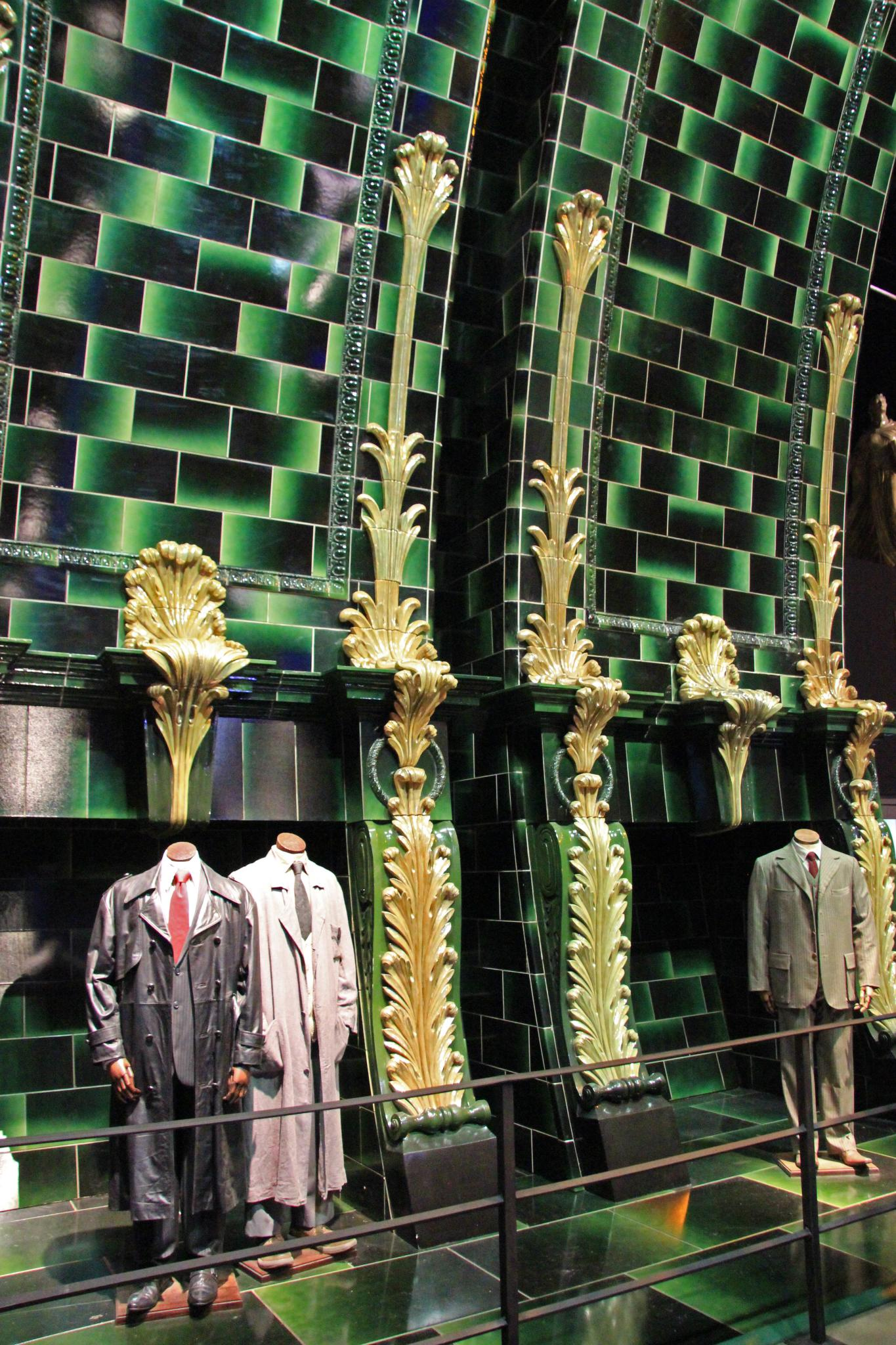
Ricostruzione dei camini del Ministero della Magia utilizzati per l'accesso attraverso la materializzazione o la metropolvere, Studi Leavesden

La materializzazione (Apparition) è un metodo spesso usato dai maghi e dalle streghe per spostarsi, che consiste nello scomparire dal luogo in cui ci si trova e nel ricomparire istantaneamente dove si deve andare. Per eseguirla correttamente è necessario fissare la mente sulla destinazione desiderata, mettere a fuoco la determinazione ad andare in quel luogo e infine girare sul posto, cercando di entrare nel nulla, muovendosi con decisione. La materializzazione è solitamente accompagnata da un tipico suono, "crac" o "pop", sebbene maghi e streghe più esperti siano in grado di eseguirla in modo del tutto silenzioso. È un metodo piuttosto difficile da utilizzare, e difficilmente funziona su distanze molto lunghe. Chi effettua la materializzazione può portare altri con sé semplicemente mantenendo un contatto fisico (materializzazione congiunta). La materializzazione è utilizzabile solo dai maghi maggiorenni e per farne uso è necessaria un'apposita licenza, che si ottiene dopo aver frequentato un corso e superato un esame sotto la guida di un istruttore del ministero (mentre per essere portati da qualcuno con la materializzazione congiunta non vi sono restrizioni). A Hogwarts queste lezioni ed esami sono organizzati per gli studenti del sesto anno.
L'atto di smaterializzarsi provoca una sensazione di nausea e soffocamento, come se si venisse spinti attraverso un tubo di gomma molto stretto. Se si tenta di materializzarsi ma si è inesperti oppure non ci si focalizza a dovere sul proprio obiettivo si corrono gravi rischi, uno su tutti quello di "spaccarsi" (splinched), ovvero di restare fisicamente divisi tra il punto di partenza e la destinazione. Per tali motivi, perfino i maghi più esperti preferiscono per questo ricorrere ad altri mezzi di trasporto, come le scope volanti, quando si tratta di percorrere lunghe distanze. Materializzarsi direttamente entro i confini di un'area privata è considerato maleducazione, perciò molte case hanno incantesimi anti-materializzazione che le proteggono da intrusioni sgradite. Quando si arriva a una residenza privata è quindi consigliabile materializzarsi nelle vicinanze e poi avvicinarsi a piedi alla propria destinazione. Incantesimi simili proteggono per ragioni di sicurezza anche Hogwarts e Azkaban.

### Metropolvere
La metropolvere (Floo Network) è un sistema che permette di viaggiare e comunicare attraverso i camini. La rete è gestita dal Ministero della Magia, che ha il compito di aggiungere nuovi camini e di controllare che non vengano inclusi per sbaglio focolari babbani, e che può all'occorrenza monitorarne o bloccarne il traffico. In aggiunta a diversi accessi pubblici, come negozi e locande, quasi ogni abitazione magica del Regno Unito è collegata alla metropolvere, in quanto è considerato un metodo di trasporto pratico, sicuro e adatto a tutte le età. Per essere trasportato da un focolare all'altro il viaggiatore deve prendere un pugno di polvere volante (Floo Powder) e gettarla nelle fiamme, che diventano verdi, per poi entrare nel camino e pronunciare chiaramente la destinazione desiderata. I focolari possono essere anche usati solo come mezzi di comunicazione. A tale scopo si inserisce solo la propria testa nel focolare specificando la destinazione; questo permette alle persone di poter comunicare da una casa all'altra senza doversi spostare.
Harry usa la metropolvere per la prima volta nella Camera dei segreti, ma a causa della fuliggine non pronuncia bene la destinazione e finisce al negozio Magie Sinister invece che a Diagon Alley. Nel Calice di fuoco e nell'Ordine della Fenice Harry usa la metropolvere per comunicare con Sirius Black da Hogwarts.
La Rowling concepì la metropolvere dopo aver introdotto lo Statuto Internazionale di Segretezza della Magia, per dare anche a bambini, anziani e infermi del mondo magico un sistema di trasporto discreto e invisibile ai babbani. Il nome deriva da flue ("canna fumaria").

## Comunicazioni
Le comunicazioni del mondo magico avvengono prevalentemente per via postale, tramite gufi. Molto usata è anche la metropolvere, che, benché sia stata concepita come una forma di trasporto, permette anche agli utilizzatori di comunicare con chiunque dal salotto di casa semplicemente inserendo la propria testa nel camino. Altre forme di comunicazione fanno uso di oggetti, come specchi gemelli, ritratti, o i promemoria inviati sotto forma di aeroplanini di carta nel Ministero della Magia. Le monete incantate con l'Incanto Proteus permettono di cambiare il numero seriale per trasmettere messaggi a tutte le monete collegate; si tratta di un sistema sviluppato da Hermione per informare i partecipanti dell'Esercito di Silente sul loro prossimo incontro ed emulato da Draco Malfoy per comunicare con Madama Rosmerta dopo averla posta sotto il controllo della Maledizione Imperius. Voldemort e i suoi Mangiamorte comunicano e si richiamano tramite il Marchio Nero, mentre un sistema escogitato da Albus Silente e utilizzato dall'Ordine della Fenice prevede di inviare messaggi tramite l'Incanto Patronus, assicurandosi così massima segretezza e la certezza di ricevere messaggi genuini da parte del mittente.

### Posta via gufo
La posta nel mondo magico è il metodo di comunicazione più diffuso e fa affidamento sui gufi, in modo simile all'uso babbano dei piccioni viaggiatori. Questi uccelli infatti hanno una propensione innata per la magia, sono furtivi e silenziosi, in quanto viaggiano soprattutto di notte, e sono resistenti e in grado di difendersi da possibili aggressioni. I gufi impiegati per recapitare messaggi vengono allevati per questo scopo fin da piccoli. Essi dispongono di un senso dell'orientamento talmente sviluppato e di un'abilità istintiva e quasi mistica nel collegare un nome, anche immaginario, ad una persona, risultando in grado di localizzare esattamente il ricevente anche senza bisogno di conoscerne l'indirizzo.
I gufi vengono utilizzati per inviare lettere, cartoline, pacchi e giornali. Nel caso di colli pesanti, anche più gufi possono collaborare al trasporto. Se invece l'oggetto consegnato prevede un pagamento, il ricevente versa il corrispettivo in una piccola sacca legata a una zampa del gufo. La maggior parte del gufi è impiegata dal servizio postale pubblico, ma le famiglie o singoli maghi e streghe possono acquistare dei gufi da tenere come animali da compagnia e da usare per le proprie spedizioni private. A Hogwarts questi uccelli sono ospitati nella guferia.

### Giornali e riviste

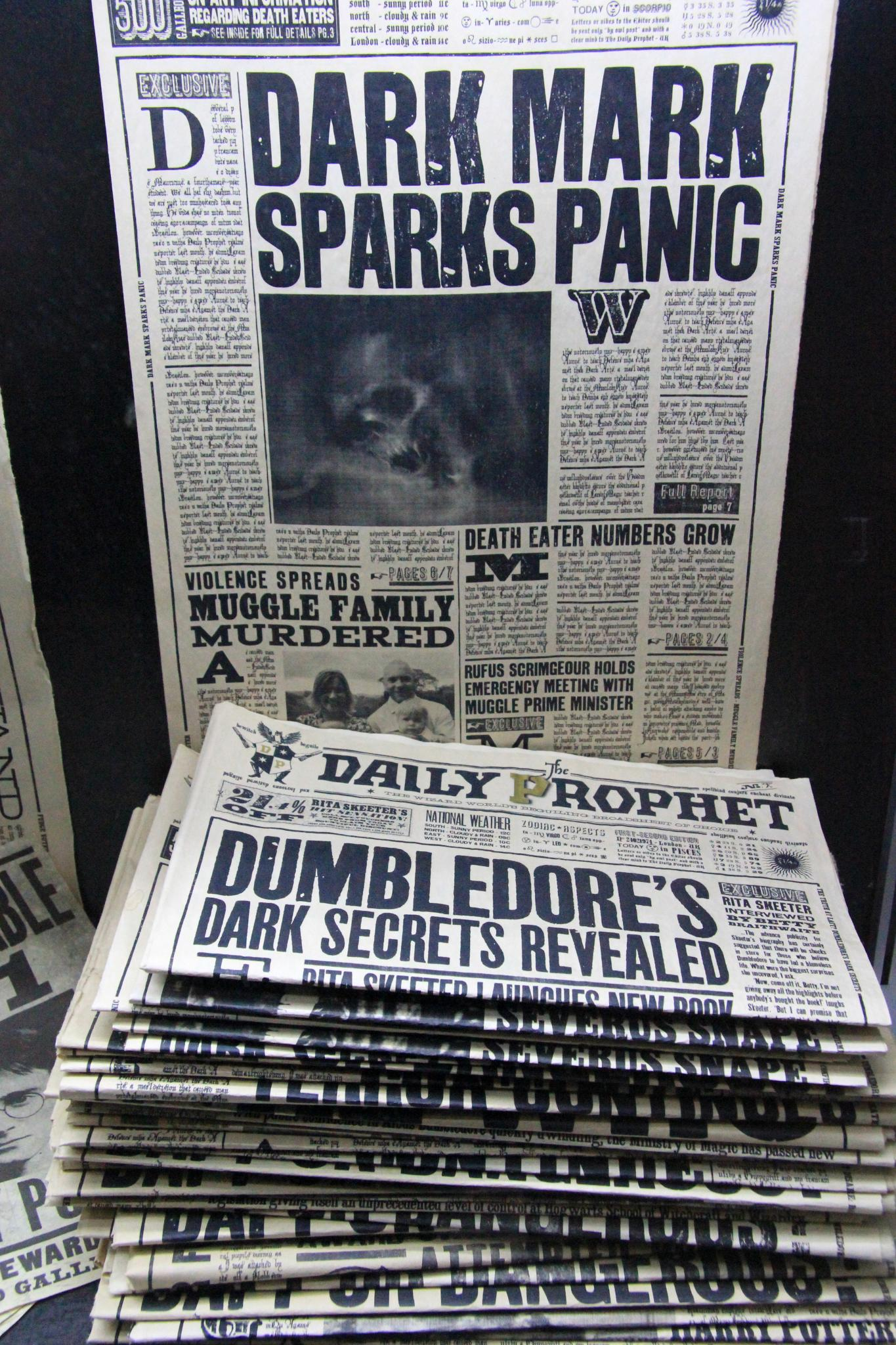
Copie della Gazzetta del Profeta, Studi Leavesden

Il quotidiano più letto nella comunità magica britannica è la Gazzetta del Profeta (Daily Prophet). È pubblicato quotidianamente e inviato via gufo a tutti coloro che hanno sottoscritto l'abbonamento, nella fattispecie quasi ogni famiglia magica del Regno Unito. Nel caso di eventi imprevisti e di grande impatto ne viene pubblicata occasionalmente anche un'edizione serale chiamata il Profeta della Sera (Evening Prophet), mentre il fine settimana circola il Profeta della Domenica (Sunday Prophet). Il giornale tratta tutti i temi maggiori, come politica, cronaca, sport e cultura. Nonostante il ruolo centrale nella diffusione delle notizie nella comunità magica e l'etichetta di fonte d'informazione indipendente, la Gazzetta del Profeta ha un'integrità giornalistica piuttosto blanda, subordinando l'esattezza dei fatti riportati ad articoli che siano più sensazionalistici e si vendano meglio. Il giornale manifesta inoltre opinioni apertamente filo-ministeriali se non vere e proprie ingerenze da parte del Ministero della Magia, come quando mette in atto una campagna denigratoria nei confronti di Albus Silente e Harry per negare il ritorno di Voldemort.
Un ruolo importante all'interno della serie ha anche Il Cavillo (The Quibbler), una rivista mensile edita da Xenophilius Lovegood. Il giornale tratta principalmente teorie del complotto contro personaggi pubblici, articoli di criptozoologia e in generale teorie e opinioni considerate bizzarre e astruse dalla maggior parte della popolazione magica e dal senso comune. Nell'Ordine della Fenice Il Cavillo è l'unica testata giornalistica che sostiene Harry e Silente, in contrasto con la campagna mediatica del Ministero e della Gazzetta del Profeta che tende a screditarli, e pertanto accetta di pubblicare l'intervista di Rita Skeeter con Harry sul ritorno di Voldemort.
Altri periodici diffusi sono Trasfigurazione Oggi (Transfiguration Today), la rivista femminile Il settimanale delle streghe (Witch Weekly) e Guida ai Manici di Scopa (Which Broomstick), per gli esperti e appassionati di quidditch.

### Altri mezzi di comunicazione di massa
Come molti altri mezzi tecnologici, anche il telegrafo, il telefono o internet non sono mai stati adottati dalla comunità magica, che ha sempre preferito fare affidamento su forme di comunicazione magiche o tradizionali. Le uniche eccezioni sono rappresentate dalla radio e dalla televisione. I tentativi di fondare un canale magico britannico di telediffusione negli anni 1980 furono fermati dal Ministero, che temeva che la diffusione di contenuti magici su un mezzo usato anche dai babbani avrebbe messo in pericolo la segretezza del mondo magico. Critiche simili vennero rivolte alla radio, la quale tuttavia conobbe una diffusione costante nella comunità magica. Stazioni radio magiche trasmettono costantemente programmi e musica dedicata e molte famiglie di maghi e streghe dispongono di apparecchi radiofonici in casa. L'emittente più seguita tra la comunità magica è Radio Strega Network. Nei Doni della Morte Lee Jordan, Remus Lupin, Kingsley Shacklebolt e Fred Weasley trasmettono il programma radio clandestino Radio Potter (Potterwatch), in cui danno notizia sulla reale situazione nel mondo magico e sulle morti e sequestri di persona per opera dei Mangiamorte.

## Economia

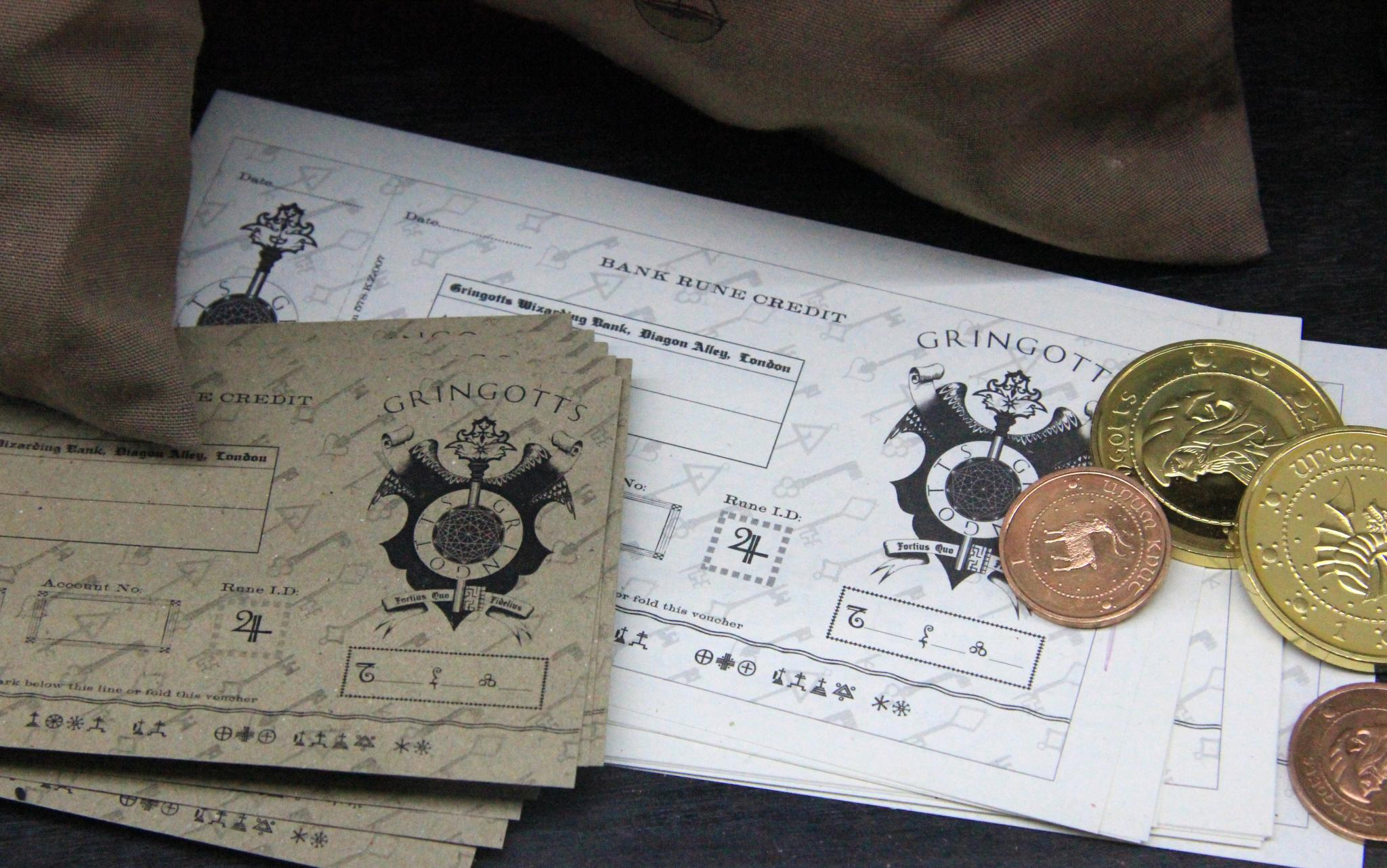
Monete e documenti in circolazione alla Gringott, Studi Leavesden

La popolazione magica del Regno Unito utilizza una propria valuta, basata su un sistema non decimale e sul solo uso di monete metalliche. I tre tagli di monete sono: galeoni, falci e zellini. I galeoni (Galleons) sono monete d'oro e quelle che hanno il valore più alto; equivalgono a 17 falci o 493 zellini. Sul bordo di ogni galeone è inciso un numero seriale che identifica il folletto che ha coniato la moneta. Le falci (Sickles) sono monete d'argento; equivalgono a 29 zellini. Gli zellini (Knuts) infine sono monete di bronzo di poco valore.
Nonostante le pressioni del suo editore affinché adottasse un sistema decimale, la Rowling insistette per impiegare unità di misura del sistema imperiale britannico o comunque non decimali, come nel caso delle monete, perché le reputava «più pittoresche e peculiari e per questo più adatte al tipo di società che sta[va] descrivendo». Giustificò inoltre la sua scelta affermando che per maghi e streghe non sarebbe un problema operare con misure non decimali, in quanto potrebbero svolgere i calcoli istantaneamente con l'uso della magia. Il principale, e a detta di Rubeus Hagrid unico, centro economico in Gran Bretagna è la Gringott, una banca gestita in modo efficiente e sicuro dai folletti.
Nel 2001 la Rowling dichiarò che un galeone equivaleva a circa cinque sterline, «nonostante il tasso di cambio vari». In base alle informazioni contenute nei libri alcuni critici e appassionati hanno suggerito tassi di cambio differenti, prezzi e risparmi accumulati improbabili o forti oscillazioni nel valore della valuta dovuti all'inflazione.

## Salute
La medicina magica è in grado di guarire efficacemente qualsiasi ferita o malattia comune; anche problemi più seri come fratture ossee, infiammazioni o infezioni sono curati in tempi rapidi e sempre con successo. Vi sono tuttavia dei limiti al potere curativo della medicina magica. Ferite, maledizioni o veleni di origine magica possono avere conseguenze molto serie per l'organismo, in alcuni casi permanenti o mortali; ad esempio, Frank e Alice Paciock rimangono mentalmente danneggiati a vita dopo essere stati torturati con la maledizione Cruciatus; Gilderoy Allock perde permanentemente la memoria in seguito a un incantesimo lanciato da lui stesso che gli si ritorce contro; Alastor Moody ha perso parte del naso, un occhio e una gamba in duelli magici; l'orecchio che George Weasley perde a causa di un incantesimo oscuro scagliato da Severus Piton non si può far ricrescere a causa della natura della maledizione che l'ha strappato. In altri casi invece il paziente, anche se gravemente ferito, riesce a guarire del tutto, come Arthur Weasley dopo l'attacco subito da Nagini o Katie Bell dopo aver toccato la collana maledetta destinata a Silente. Una cosa che nemmeno la magia può fare è riportare in vita i morti: l'anima umana, dopo la morte, non appartiene più al mondo e per questo non vi può tornare, se non in forme molto sbiadite per condurre una vita non vera e incompleta.
Gli incantesimi e le pozioni di guarigione sono molto complessi e vengono pertanto eseguiti da un gruppo specializzato di maghi e streghe conosciuti come guaritori (Healers). Il centro medico principale del mondo magico britannico è l'ospedale San Mungo, mentre all'interno della scuola di Hogwarts si trova un'infermeria gestita da Poppy Chips. Anche se non è esplicitamente menzionato in nessuno dei libri, la stessa Rowling ha ammesso che la vita media dei maghi e delle streghe è più lunga di quella dei babbani, dato che nel mondo magico oltrepassare in buona salute i cento anni è un fatto non infrequente.

## Istruzione
La maggior parte della comunità magica dislocata per il mondo sceglie di educare i propri figli a casa o, nel caso di comunità piccole e sparpagliate, tramite corsi per corrispondenza. Sono poche invece le nazioni che ospitano scuole di magia, le quali offrono un'istruzione secondaria. Alcune scuole stilano delle proprie liste di ammissione mentre altre ammettono anche studenti stranieri, purché siano capaci di utilizzare la magia. Le scuole più conosciute e rinomate a livello mondiale sono undici: tra le quali Hogwarts, la scuola di magia e stregoneria delle Isole britanniche in Scozia che funge da ambientazione principale della serie; Beauxbatons in Francia; Durmstrang in Nord Europa; Ilvermorny negli Stati Uniti d'America; Castelobruxo in Brasile; Uagadou in Africa; e Mahoutokoro in Giappone. Per questioni di sicurezza l'ubicazione esatta delle scuole è tenuta segreta e sono generalmente situate in luoghi difficilmente accessibili e nascoste con incantesimi agli occhi dei babbani. Sembrano non esistere strutture di istruzione superiore o università, sebbene alcune professioni importanti e impegnative, come l'Auror richiedano dei corsi di specializzazione lunghi anche diversi anni.

## Sport e giochi

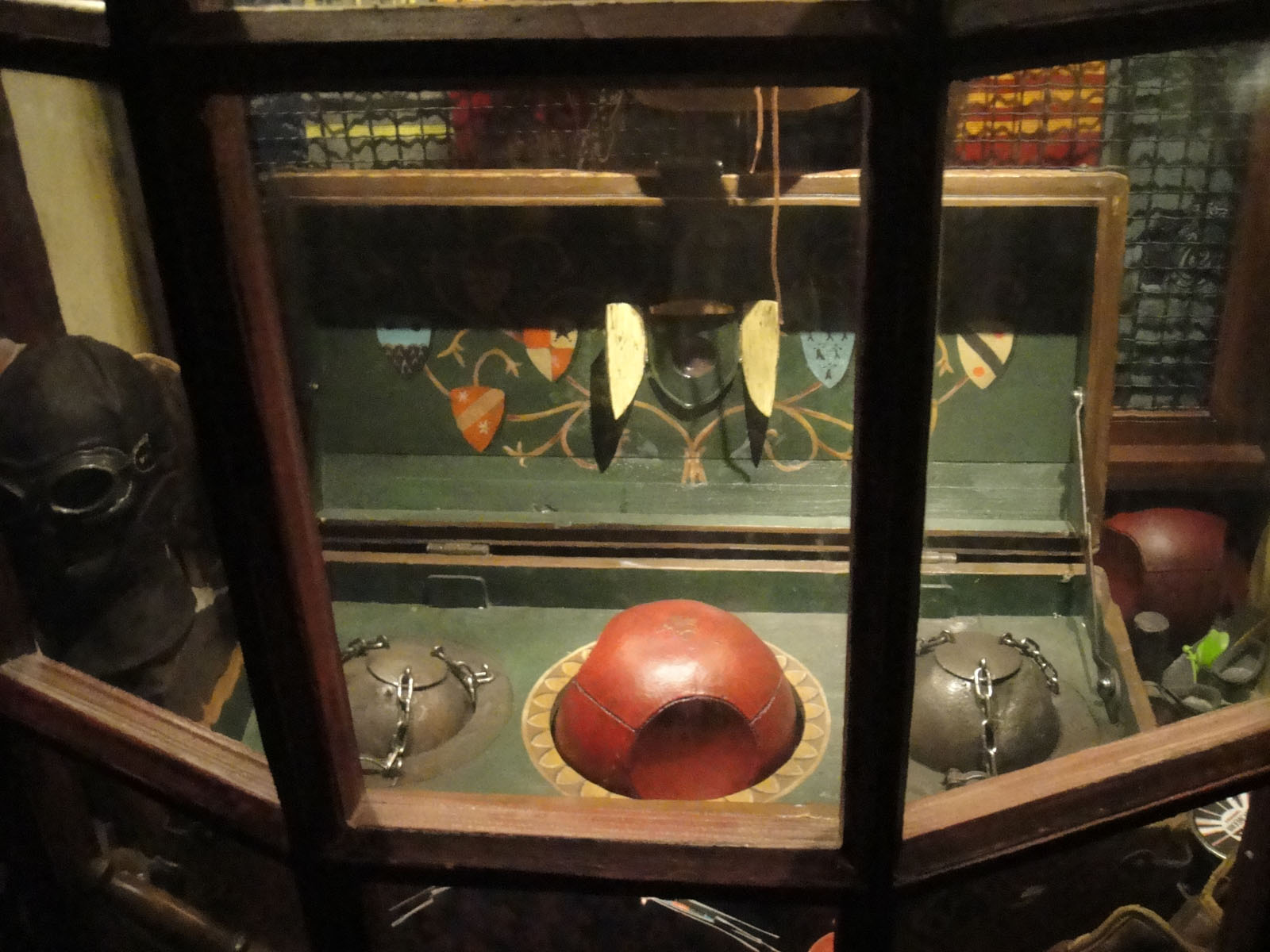
Riproduzione delle palle da quidditch utilizzate nei film

Lo sport riveste un ruolo importante nel mondo magico di Harry Potter. Il più seguito e tifato è il quidditch, uno sport di squadra giocato su scope volanti. Il quidditch è praticato a livello amatoriale da adulti e bambini e a livello professionistico da svariate squadre che si affrontano in campionati locali o nella coppa del mondo di quidditch, uno degli eventi più attesi del calendario del mondo magico. Il quidditch è praticato anche a Hogwarts, dove le quattro squadre della scuola si affrontano in un campionato delle case. Poiché Harry è molto abile nel quidditch e fa parte della squadra di Grifondoro, questo sport occupa un posto di rilievo e viene mostrato in tutti i libri della serie eccetto I Doni della Morte.
Altri sport amati sono le gare di velocità con le scope volanti, il quodpot, ovvero la versione statunitense del quidditch che si gioca con una pluffa esplosiva, e il creaothceann, un'antica competizione sportiva, ormai bandita, in cui i giocatori si sfidano a raccogliere al volo sassi tramite un calderone posto sulla testa.
Giochi popolari nel mondo magico sono invece le gobbiglie, un gioco simile alle biglie in cui le sfere spruzzano un liquido puzzolente sulla faccia dei giocatori quando perdono un punto; gli scacchi magici, in cui le regole sono uguali agli scacchi babbani ma i pezzi sono animati, interagiscono con i giocatori e si distruggono a vicenda quando vengono mangiati; o giochi di carte come lo spara schiocco, che prevede di costruire un castello di carte che può esplodere da un momento all'altro.

## Cibi e bevande

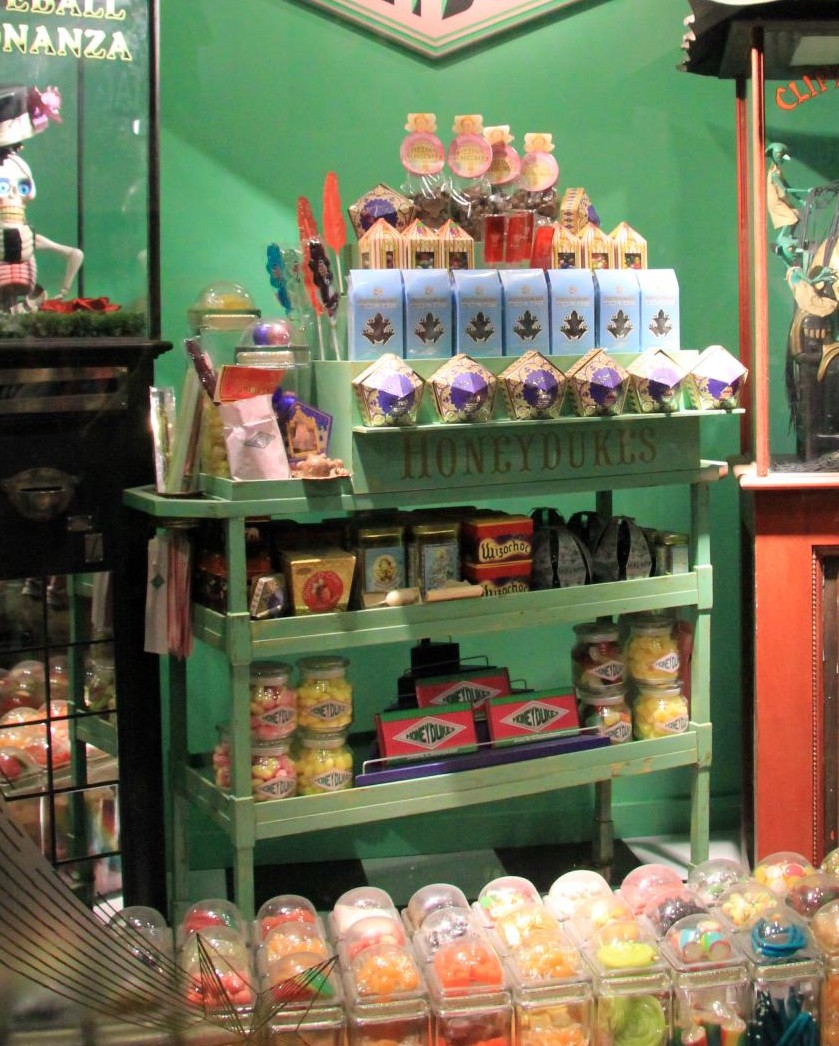
Vari dolci magici in vendita da Mielandia, nel parco tematico dedicato a Harry Potter, Studi Leavesden

I maghi e le streghe sembrano avere una grande passione per i dolci, che sono gli alimenti più menzionati nella serie e quelli che si differenziano maggiormente dalle loro controparti reali, in quanto il loro consumo provoca spesso bizzarre o violente controindicazioni. Dolci magici possono essere acquistati da Mielandia, dai Tiri Vispi Weasley e sull'Espresso di Hogwarts dalla signora col carrello. I più diffusi sono: ananas canditi, api frizzole, bacchette di liquirizia, bonbon esplosivi, calderotti, cioccalderoni, fondenti febbricitanti, fildimenta interdentali, lumache gelatinose, pallini acidi, penne d'aquila di zucchero, scarafaggi a grappolo e zuccotti di zucca.
Le cioccorane (Chocolate Frogs) sono rane di cioccolato magiche che saltano ovunque e che possono anche sfuggire al controllo del proprio acquirente. Nella confezione di ogni cioccorana si trova una carta da collezionare con il ritratto e una breve biografia di un mago o una strega famosi, come Merlino, Albus Silente, Nicholas Flamel o i quattro fondatori di Hogwarts. Le gelatine tuttigusti+1 (Bertie Bott's Every Flavour Beans) sono caramelle gommose che possono avere letteralmente qualsiasi gusto, dai più comuni come cioccolato, menta, marmellata d'arancia, fragola, cocco o caffè, ai più particolari come spinaci, toast, fegato, trippa, pepe nero, fagioli, curry, caccole, cerume e vomito.
Le bevande più diffuse del mondo magico variano da bibite adatte a tutte le età fino a liquori molto alcolici. Il succo di zucca (Pumpkin Juice) è bevuto in ogni occasione e apprezzato da grandi e bambini. L'idromele è una bevanda assai diffusa tra i maghi e apprezzata particolarmente anche dai giovani. L'idromele di Madame Rosmerta è molto conosciuto, tanto che Horace Lumacorno voleva regalarne una bottiglia a Silente nel Principe mezzosangue, che era però stata avvelenata, secondo i piani di Draco Malfoy, e a finire avvelenato sarà Ron. Altra bevanda molto apprezzata dai maghi è la burrobirra (Butterbeer), costituita da birra, burro fuso, uova, zucchero e chiodi di garofano o zenzero a piacere, che viene consumata fresca in bottiglia o calda se spillata direttamente in boccale. La burrobirra può essere bevuta senza problemi a tutte le età, mentre provoca forti ubriacature anche in modeste quantità agli elfi domestici. Tra gli alcolici figurano: il whisky incendiario (Firewhisky), un tipo di whisky molto forte che brucia la gola come fuoco e i cui effetti si amplificano se viene bevuto da persone astemie o da ragazzi, e l'acquaviola (Gillywater), la bevanda preferita di Minerva McGranitt ai Tre Manici di Scopa.
La minuzia con cui J.K. Rowling ha voluto elencare cibi e bevande del mondo magico è frutto di una scelta deliberata: in alcune interviste ha dichiarato infatti di essersi ispirata al suo libro d'infanzia preferito, The Little White Horse di Elizabeth Goudge, in cui la descrizione dettagliata di ogni pasto era fonte di grande soddisfazione per la sua fantasia di bambina.